# Piptospatha
Piptospatha es un género de plantas con flores de la familia Araceae. Es originario de Tailandia a Borneo.
El género se caracteriza por ser plantas acuáticas  rheophyticas y sus por sus  semillas que son dispersadas por salpicaduras de agua golpeando sus espatas.

## Taxonomía
El género fue descrito por Nicholas Edward Brown y publicado en The Gardeners' Chronicle, new series 1879(1): 138. 1879. La especie tipo es: Piptospatha insignis

## Especies
- Piptospatha acutifolia
- Piptospatha elongata
- Piptospatha insignis
- Piptospatha lucens
- Piptospatha rigidifolia
- Piptospatha truncata